# Cumulonimbus

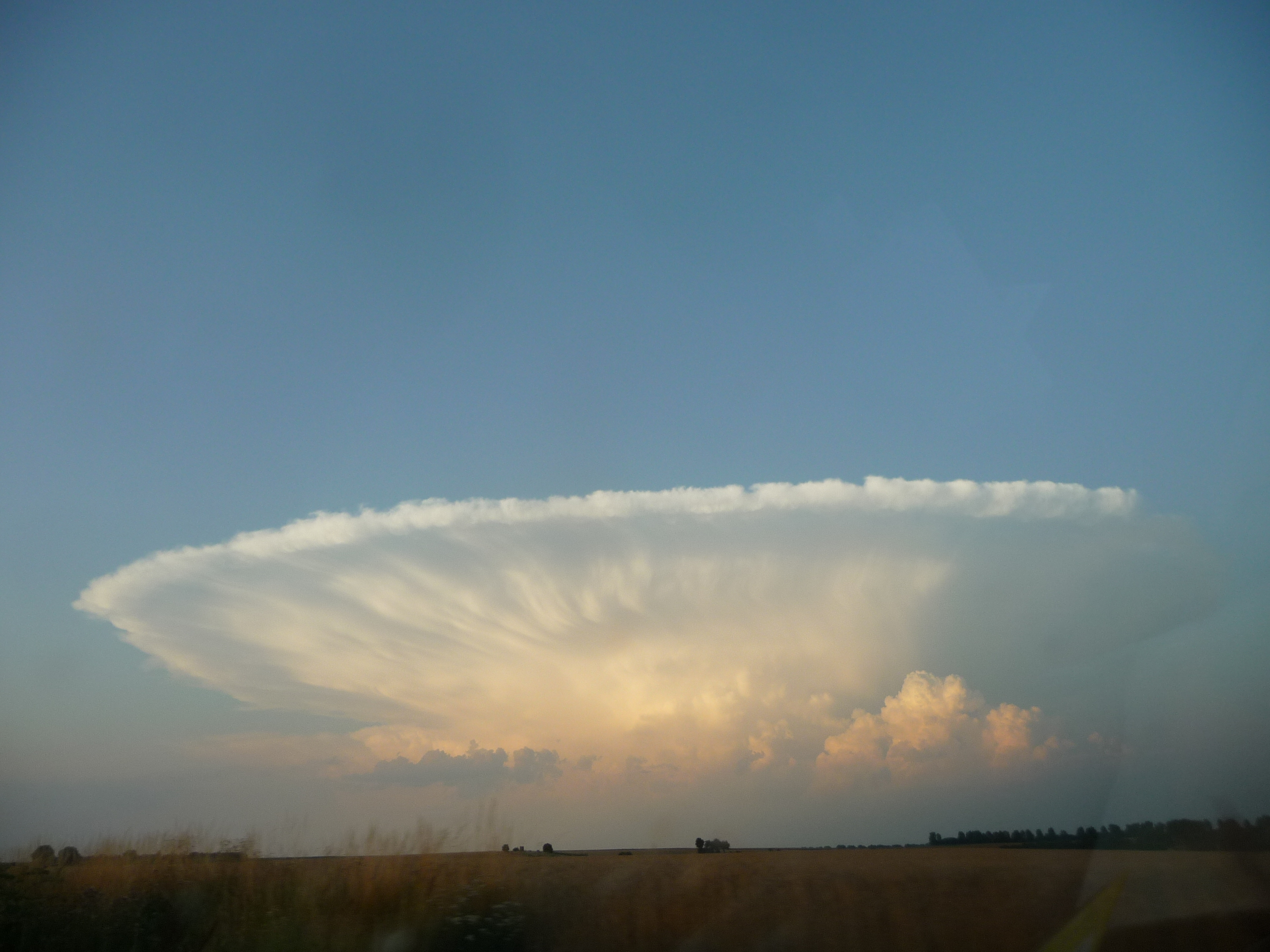
Cumulonimbuswolke (auch Ambosswolke) über dem fernen Jena im Abendlicht

Der Cumulonimbus oder Kumulonimbus, (lat. cumulus „Anhäufung“ und nimbus „Regenwolke“; Abkürzung: Cb, bei Wegener auch Cumulo-Nimbus oder cu-ni), deutsch: Gewitterwolke, ist eine Wolkengattung, die zu den vertikalen Wolken gezählt wird. Aus ihr fällt Niederschlag in Form von Regen, Hagel, Schnee und sie geht oft mit Gewittern einher. Man unterscheidet Cumulonimbus calvus, Cumulonimbus capillatus, Cumulonimbus incus, Cumulonimbus pileus und weitere Formen.

## Abmessungen
In Mitteleuropa kann man sich einen Cumulonimbus als Zylinder mit 10 km Durchmesser vorstellen, der sich von der etwa 500 m hohen Wolkenbasis bis etwa 11 km Höhe erstreckt. Die Oberseite des Schirms kann Durchmesser von über 150 km erreichen. In den Tropen liegt die Gipfelhöhe bei etwa 18 km.

## Aufbau

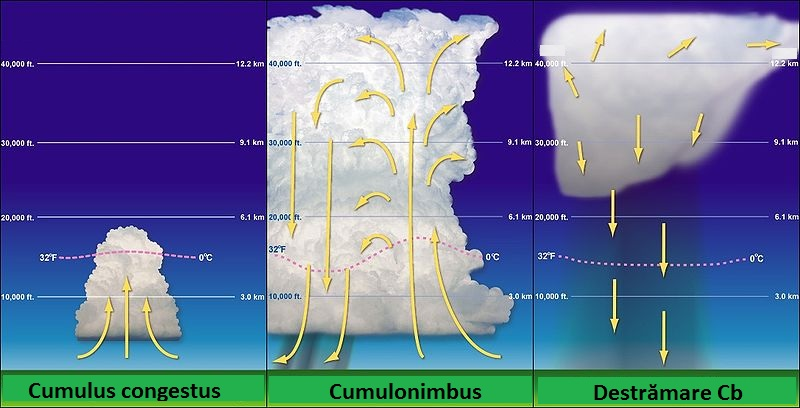
Entstehung einer Cumulonimbuswolke

Diese Wolkenform besteht in den unteren Schichten hauptsächlich aus Wassertröpfchen (Regen) oder in späteren Entwicklungsstadien aus Hagelkörnern, die sich in einigen Kilometern Höhe gebildet haben. Stößt die Wolke weiter in die Höhe vor, bilden sich Eiskristalle, die Wolke bekommt dort unscharfe Umrisse.
Cumulonimbuswolken entstehen zunächst aus kleinen, „harmlosen“ Cumulus Congestus- oder Castellanus-Wolken. Besteht bei bedingt labiler Luftschichtung ausreichendes Feuchteangebot und Hebungsantrieb, wachsen sie zusehends (Feuchtekonvektion), bis sie ein Gleichgewichtsniveau, meist in der Nähe einer Sperrschicht (Temperaturinversion) oder gar der Grenzschicht der Troposphäre (Tropopause), erreichen und sich dort horizontal ausbreiten. Dadurch entsteht, von Weitem von schräg seitlich unten betrachtet, ihre typische Ambossform, weshalb sie auch Ambosswolken genannt werden. Wie man auf den Fotos von Wettersatelliten gelegentlich erkennen und ermitteln kann, reicht der an einer Sperrschicht flach pilzhutförmig sich ausbreitende Incus-Schirm eines großen Cumulonimbus, einer Superzelle über dem Oberrheingraben gelegentlich vom Rheinknie bei Basel bis zur Südostspitze der Pfalz, kann also einen Durchmesser von fast 200 km erreichen. Im Aufwindbereich schießt die Konvektion je nach verfügbarer Labilitätsenergie mehr oder weniger weit über das Gleichgewichtsniveau hinaus (overshooting top) – sie durchstößt die Sperrschicht und trägt dann oft kurzfristig eine „Pileus-Begleitwolkenkappe“.
Im ausgewachsenen Stadium bringt diese klassische Gewitterwolke massive Schauer und Hagel. Sie ist auch die Wolkenform von Wirbelstürmen und kann 20 bis 100 Millionen Tonnen Wasser enthalten. Unter- und innerhalb dieser Wolken ist mit starken Winden zu rechnen. Die vertikalen Geschwindigkeiten können 120 km/h erreichen, bei Superzellen auch darüber hinaus. Auf- und Abwinde liegen hier dicht beieinander.
Entlang von Kaltfronten oder in deren Vorfeld (präfrontale Konvergenz) können Cumulonimben in linienhafter Anordnung auftreten. In Warmluftmassen bilden sie auch größere Cloud Cluster, während in hochreichenden labilen Kaltluftmassen vor allem über See ein zelluläres Muster aus einer großen Zahl einzelner Cumulonimbuswolken zu beobachten ist. Darüber hinaus sind Tropische Wirbelstürme überwiegend aus Cumulonimben aufgebaut.
Die Meteorologie unterscheidet der Größe nach folgende Arten:
- calvus – Oberkante stark begrenzt, er ist meist nur eine Übergangsform.
- capillatus – franst an seiner Oberseite stark aus, da er aus Eispartikeln besteht.
- Cumulonimbus (capillatus) incus – der größte der Cumulonimben, er ist so weit aufgequollen, dass er unterhalb des Gleichgewichtsniveaus wie ein Amboss (incus) „breitläuft“. Starkes konvektives Überschießen (overshooting top) ist ein Zeichen für kräftige vertikale Winde innerhalb der Wolke und deutet auf schwere Wettererscheinungen hin (Hagel, Fallböen, Tornados). Überschießende Konvektion ist aber vom Boden aus oft nicht direkt beobachtbar, da der ausgedehnte Amboss oder tiefe Bewölkung diese verdeckt.
- Der Pileus ist eine rundliche Eiswolke, die über dem eigentlichen Cumulonimbus schwebt. Sie entsteht, ähnlich einer Föhnwolke (Lenticularis), wenn eine hinreichend feuchte Höhenströmung durch die Aufwinde in der Wolke angehoben und zur Kondensation gebracht wird.

Für Sonderformen, Begleit- und Mutterwolken siehe den Artikel Wolke.

## Gefahren für die Luftfahrt

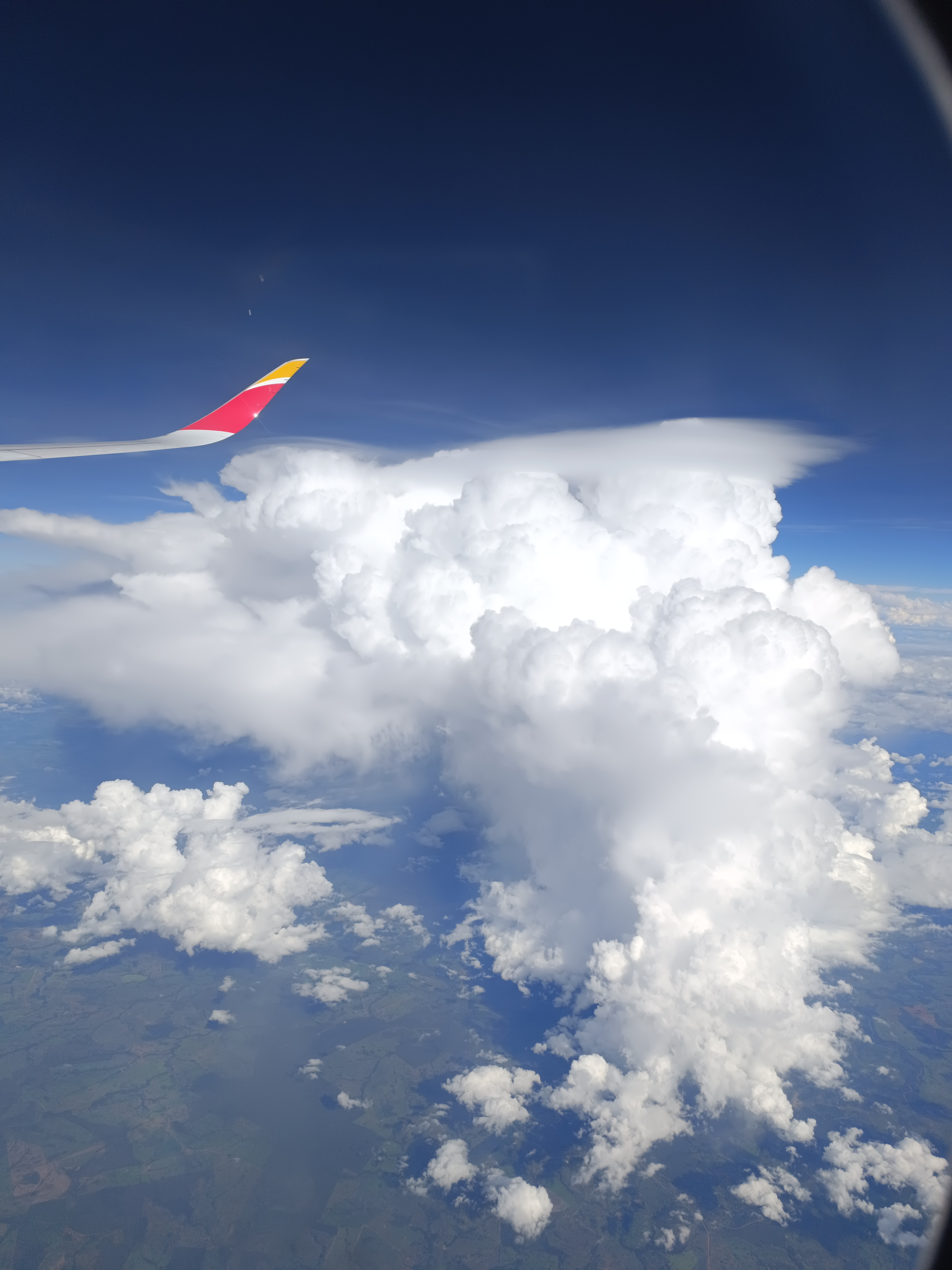
Luftaufnahme eines Cumulonimbus mit Pileus, etwa 11.000 Meter über Brasilien

Wegen der extremen Strömungsverhältnisse in ihrem Inneren sind Cumulonimbuswolken selbst großen Flugzeugen gefährlich und werden gemieden, also um- bzw. überflogen. Es liegen Berichte von Piloten über unfreiwillige Gewitterdurchquerungen vor. Mit einem Radiokompass kann ein aktives Gewitter anhand seiner elektrischen Entladungen auch bei schlechten Sichtverhältnissen lokalisiert werden. 

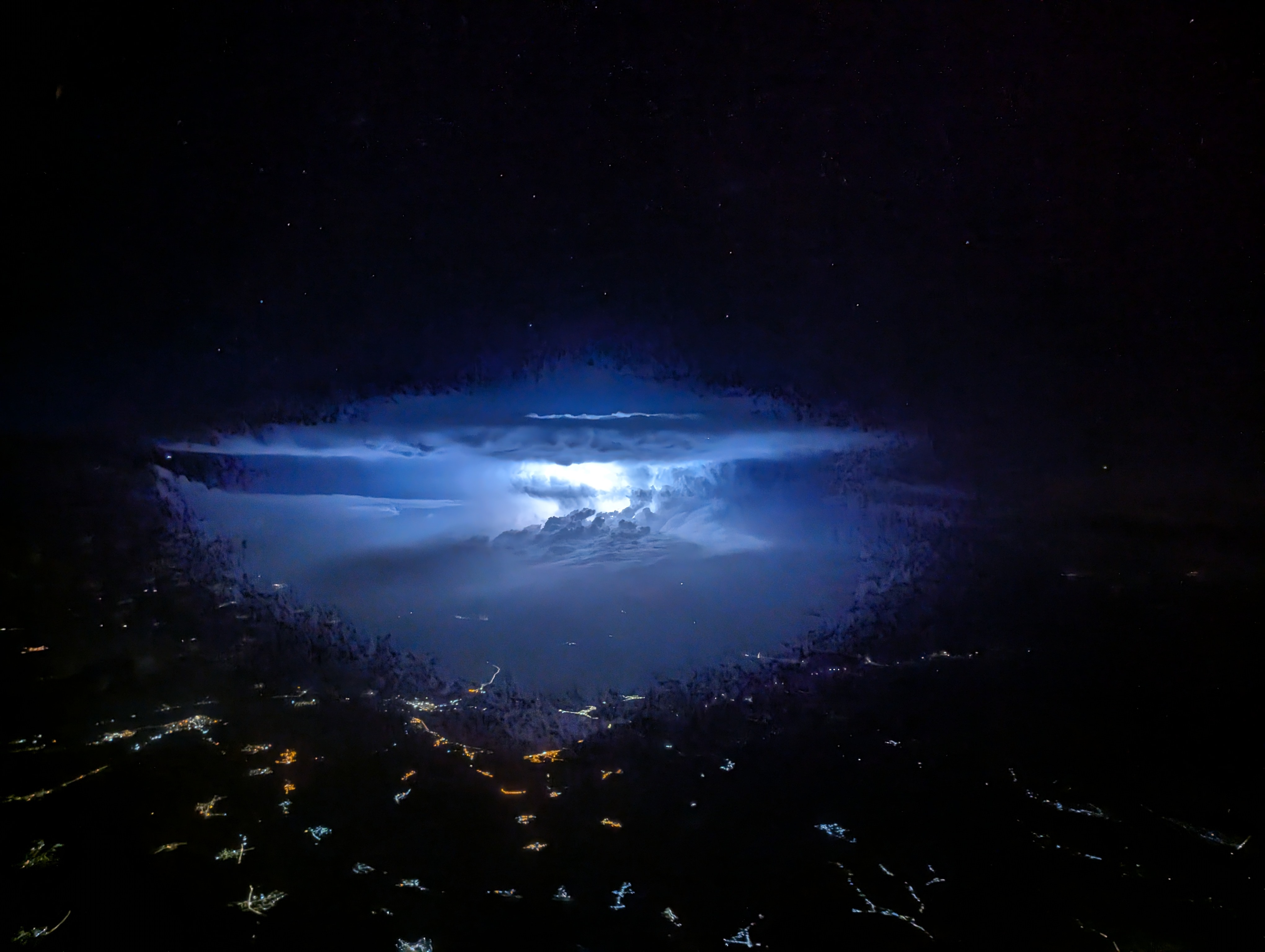
Langzeitaufnahme Gewitterzelle

Von drei Personen ist bekannt, dass sie ohne schützendes Fluggerät eine Gewitterzelle lebend durchquert haben:
- Der Kampfpilot William Rankin erlitt am 26. Juli 1959 beim Überfliegen eines Gewitters einen Triebwerkschaden und stieg mit dem Schleudersitz aus. Innerhalb der Gewitterwolke war er schwerstem Niederschlag und Aufwinden ausgesetzt und landete 40 Minuten nach dem Ausstieg in einem Wald. Neben den Sturzverletzungen und Erfrierungen litt er auch an den Folgen schwerer Dekompression und verbrachte mehrere Wochen im Krankenhaus.
- Die Gleitschirmfliegerin Ewa Wiśnierska wurde am 14. Februar 2007 bei einem Trainingsflug in Australien seitlich in einen Cumulonimbus und darin in Höhen über 10.000 m gezogen. Nach dreieinhalb Stunden Flug landete sie 60 km nördlich des Startplatzes. Sie erlitt Erfrierungen an Gesicht, Ohren und Unterschenkeln.
- Peng Yuijang, ebenfalls Gleitschirmflieger, geriet am 24. Mai 2025 in eine Gewitterwolke über dem Quilian-Gebirge im Nordwesten Chinas und wurde mit rund 35 km/h Steiggeschwindigkeit in eine Höhe von 8.598 Metern gehoben. Eine am Gleitschirm mitlaufende Kamera dokumentierte das Geschehen.[1]

## Galerie

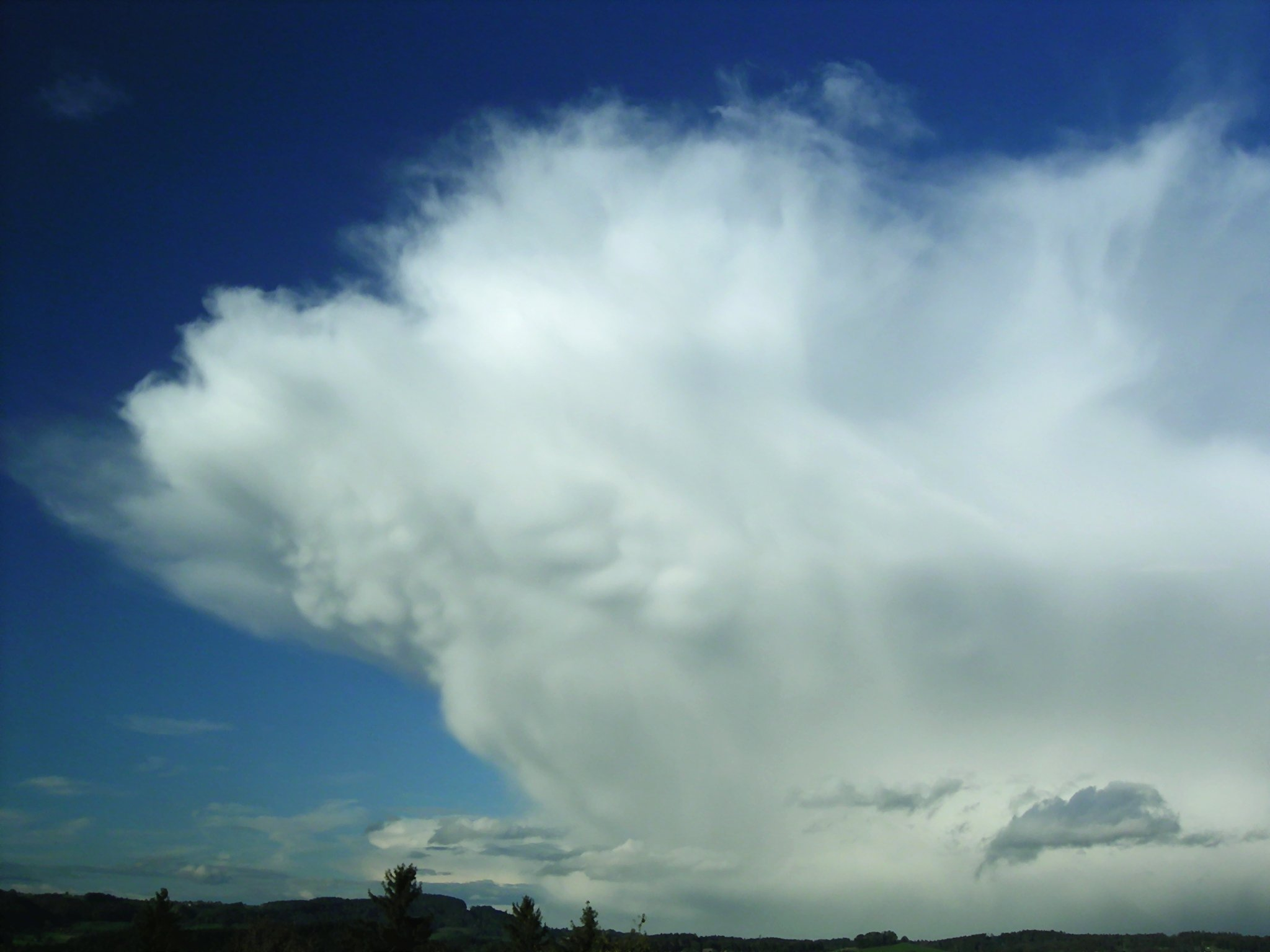
Cb-Wolke mit beutelförmigen Aussackungen (Mammatus)
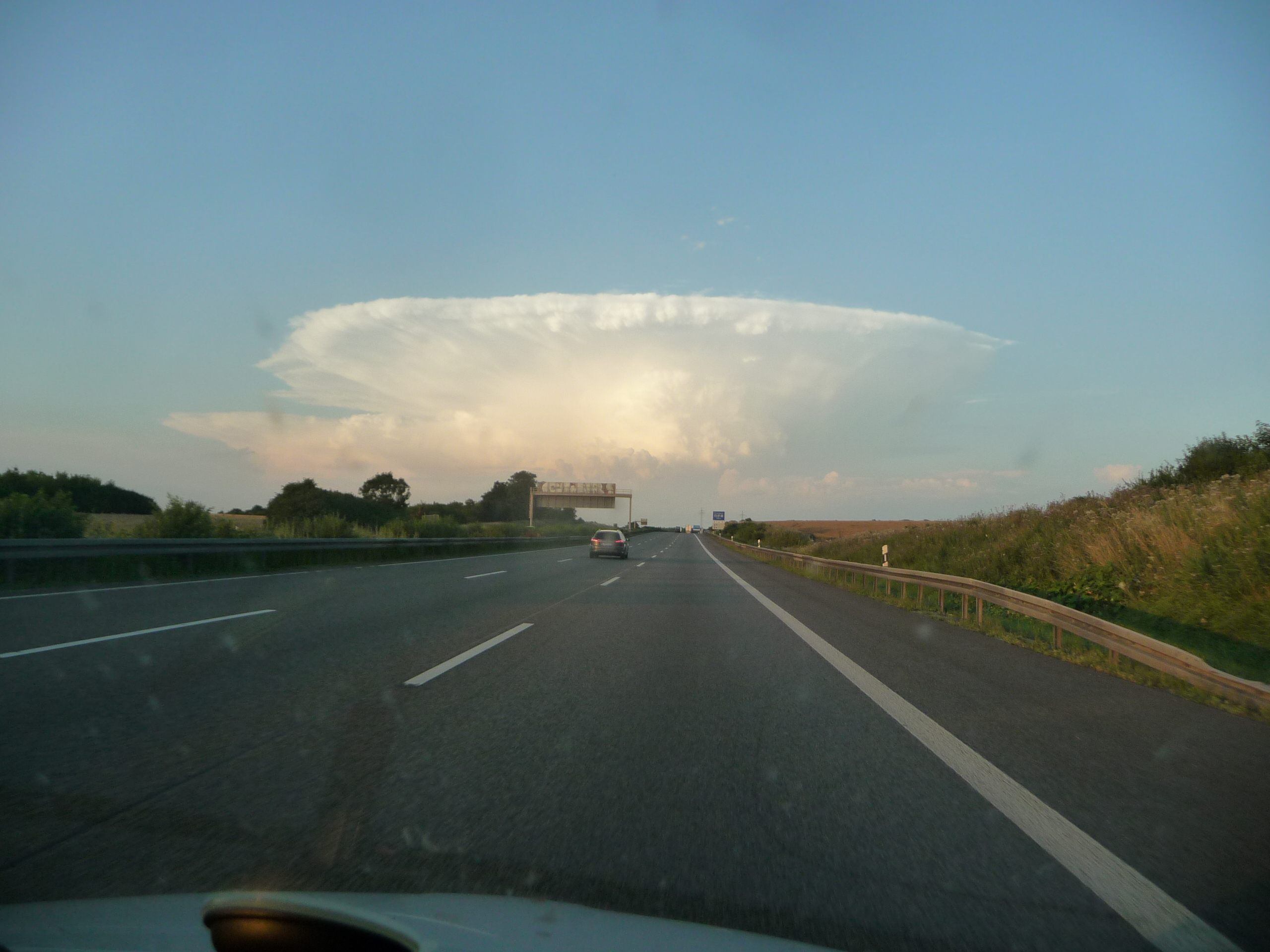
Cumulonimbuswolke über dem in etwa 25 km Entfernung liegenden Stadtgebiet von Apolda, fotografiert um Sonnenuntergang von etwas östlich von Erfurt aus
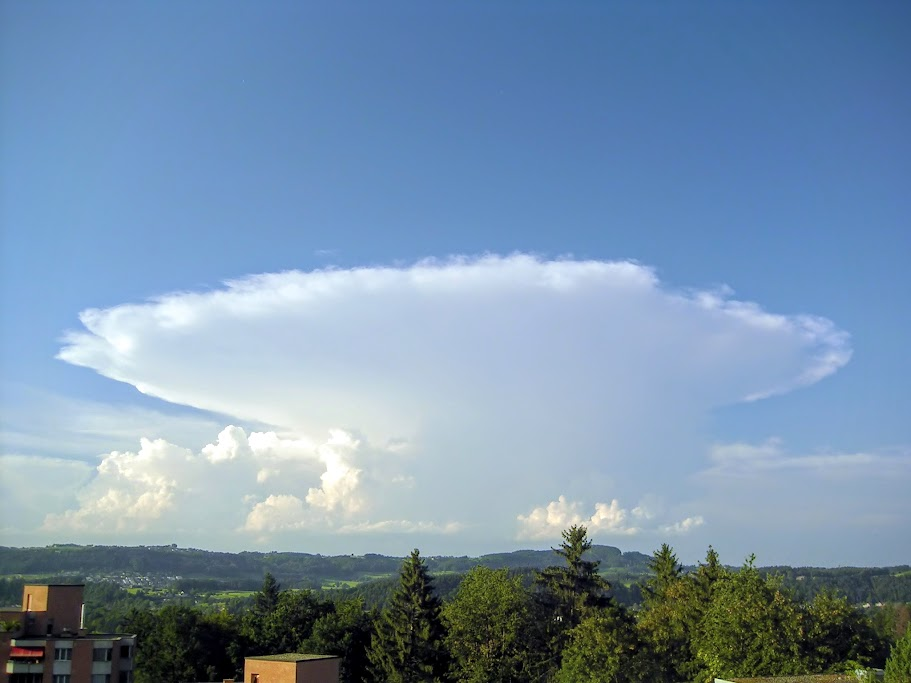
Cumulonimbuswolke mit typischem „Amboss“, räumlich gesehen ein pilzhutförmiger Schirm
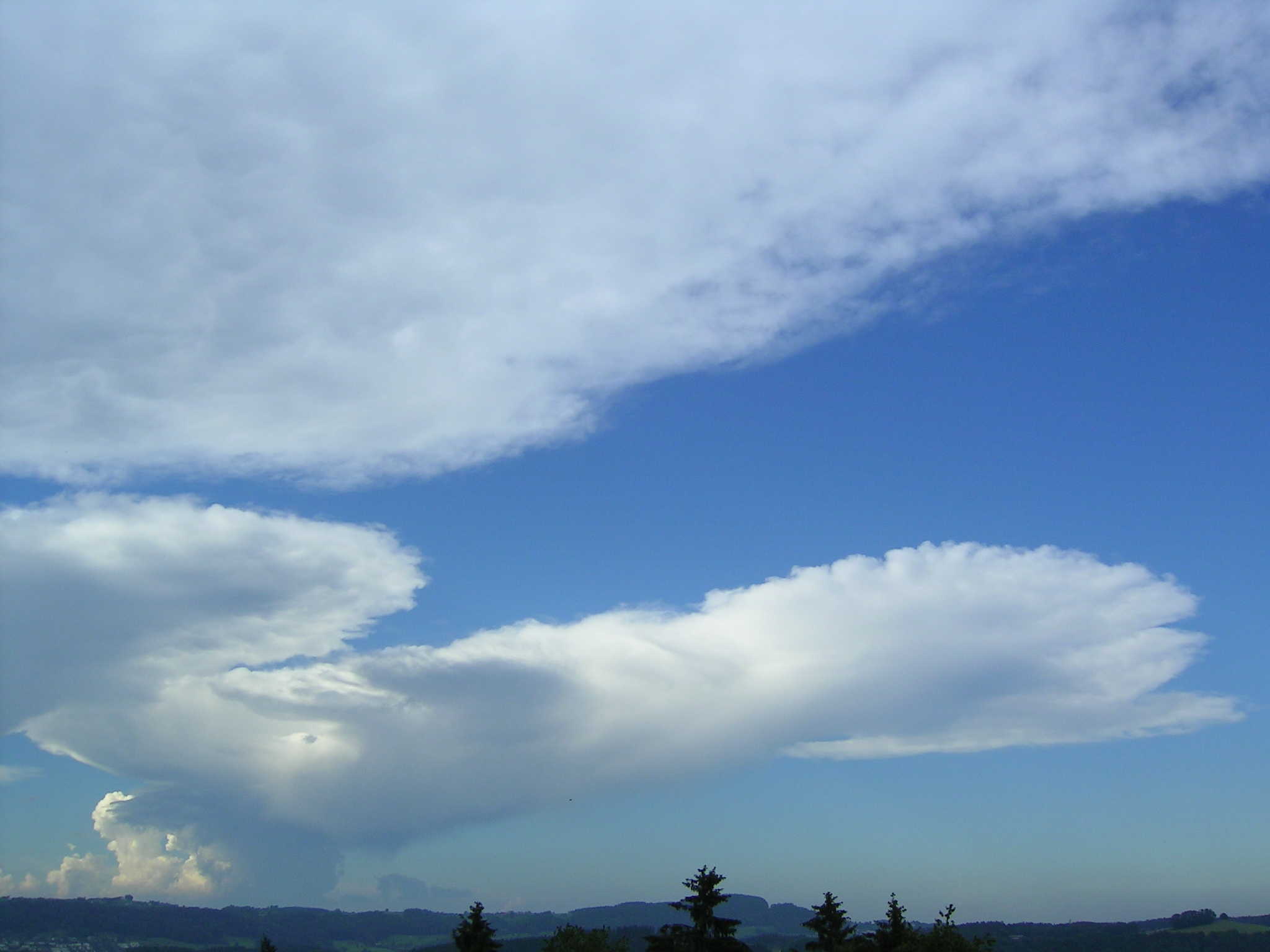
Cumulonimbuswolke mit verblasenem Amboss
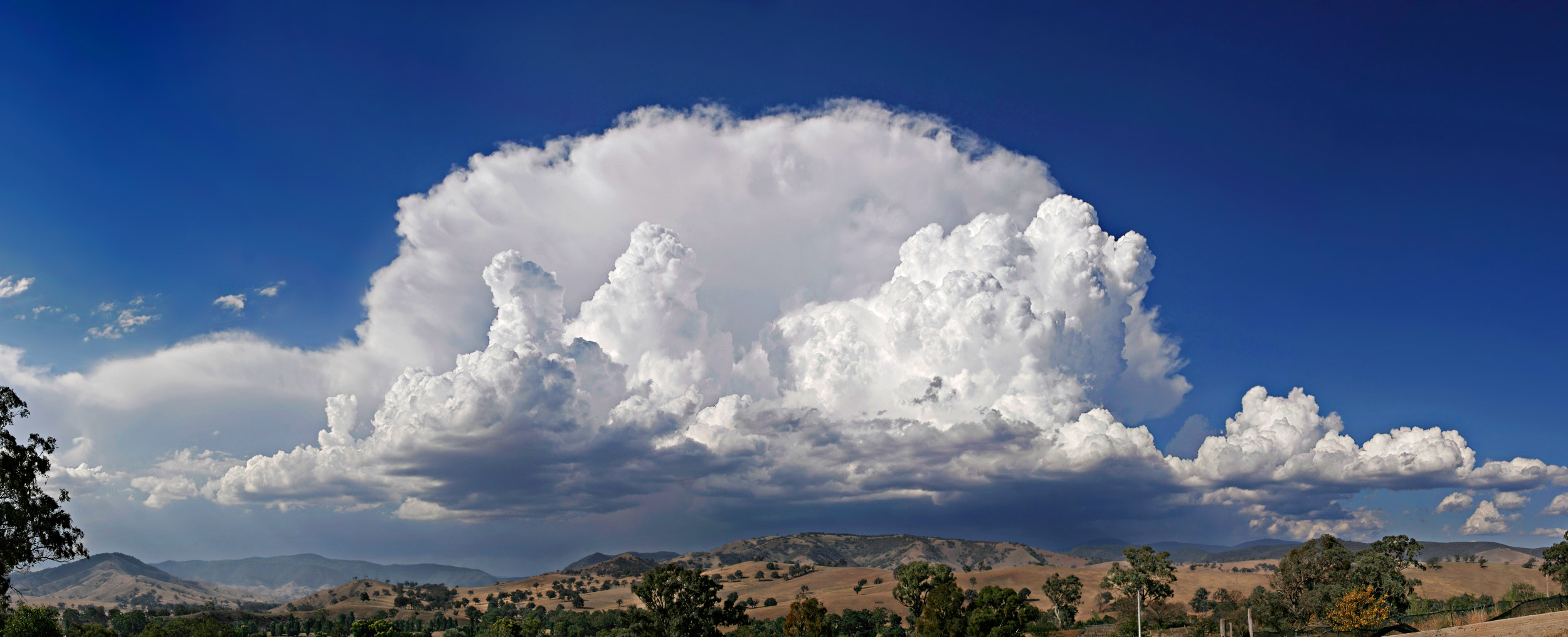
Sich auftürmende Cumulonimbuswolke, am Schirmrand sich teilweise bereits wieder zurückziehend
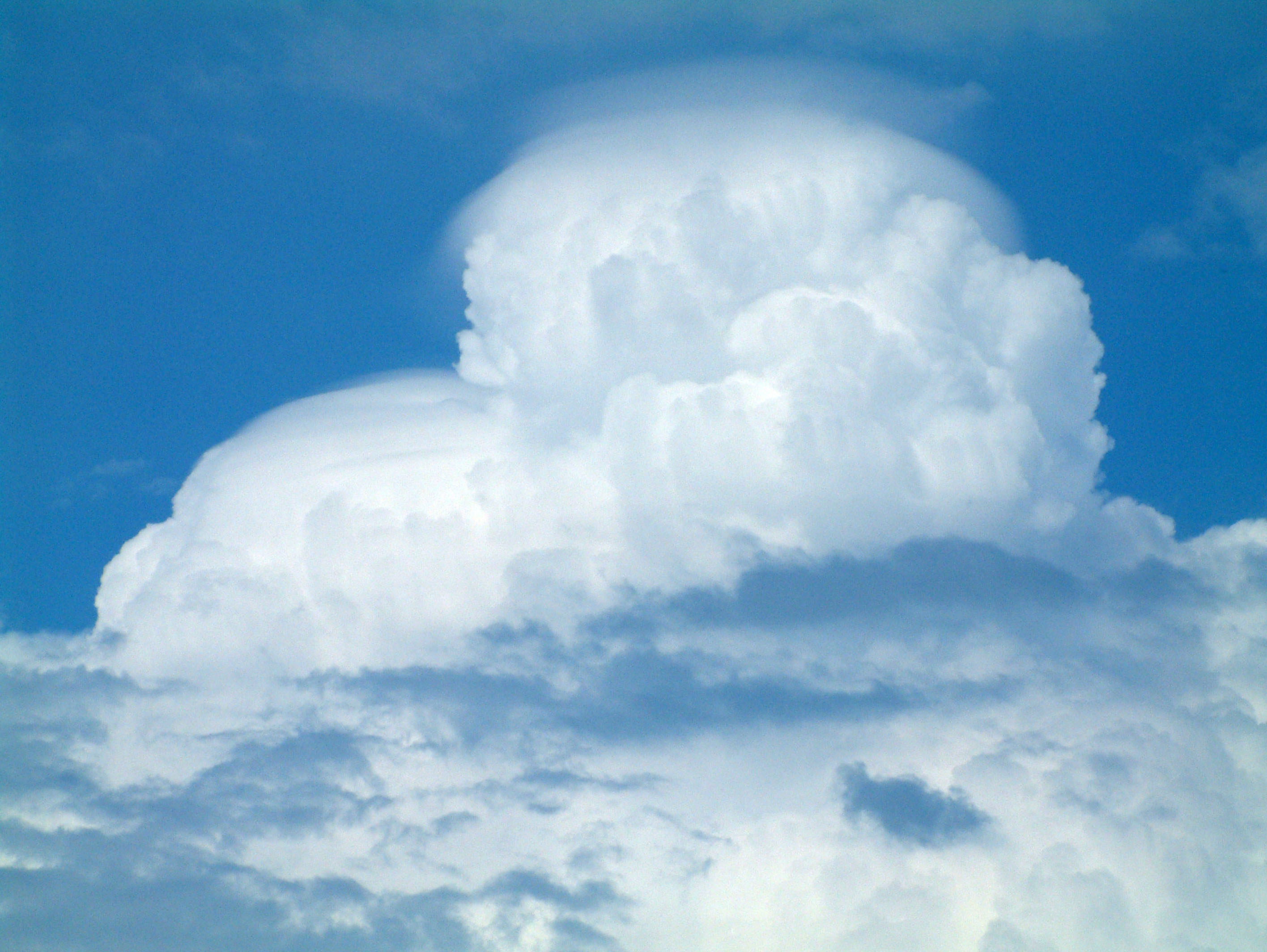
Cumulonimbus mit Pileus über dem Bodensee
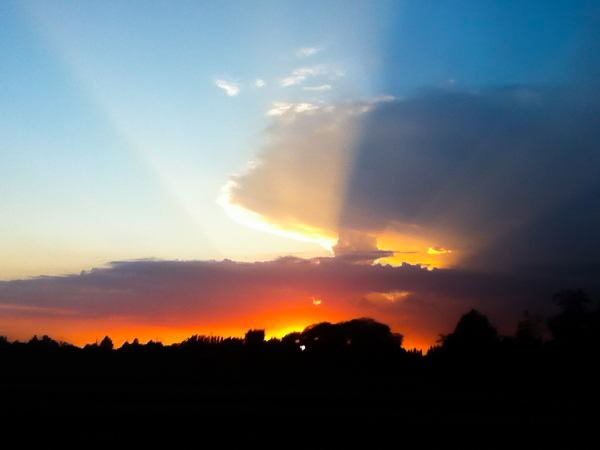
Cumulonimbus im Sonnenuntergang über der Po-Ebene
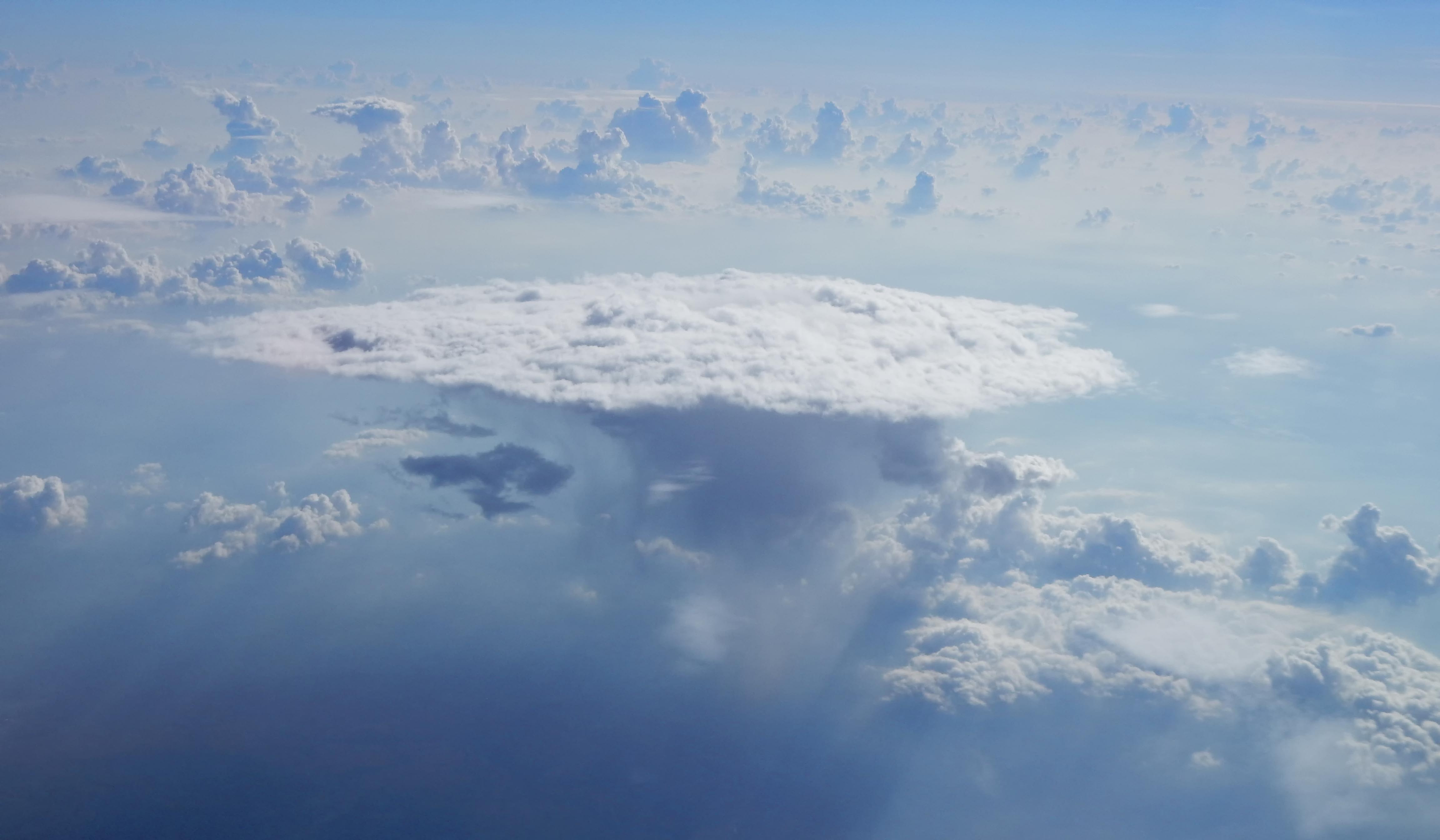
Cumulonimbus capillatus incus über den rumänischen Karpaten aus der Luft
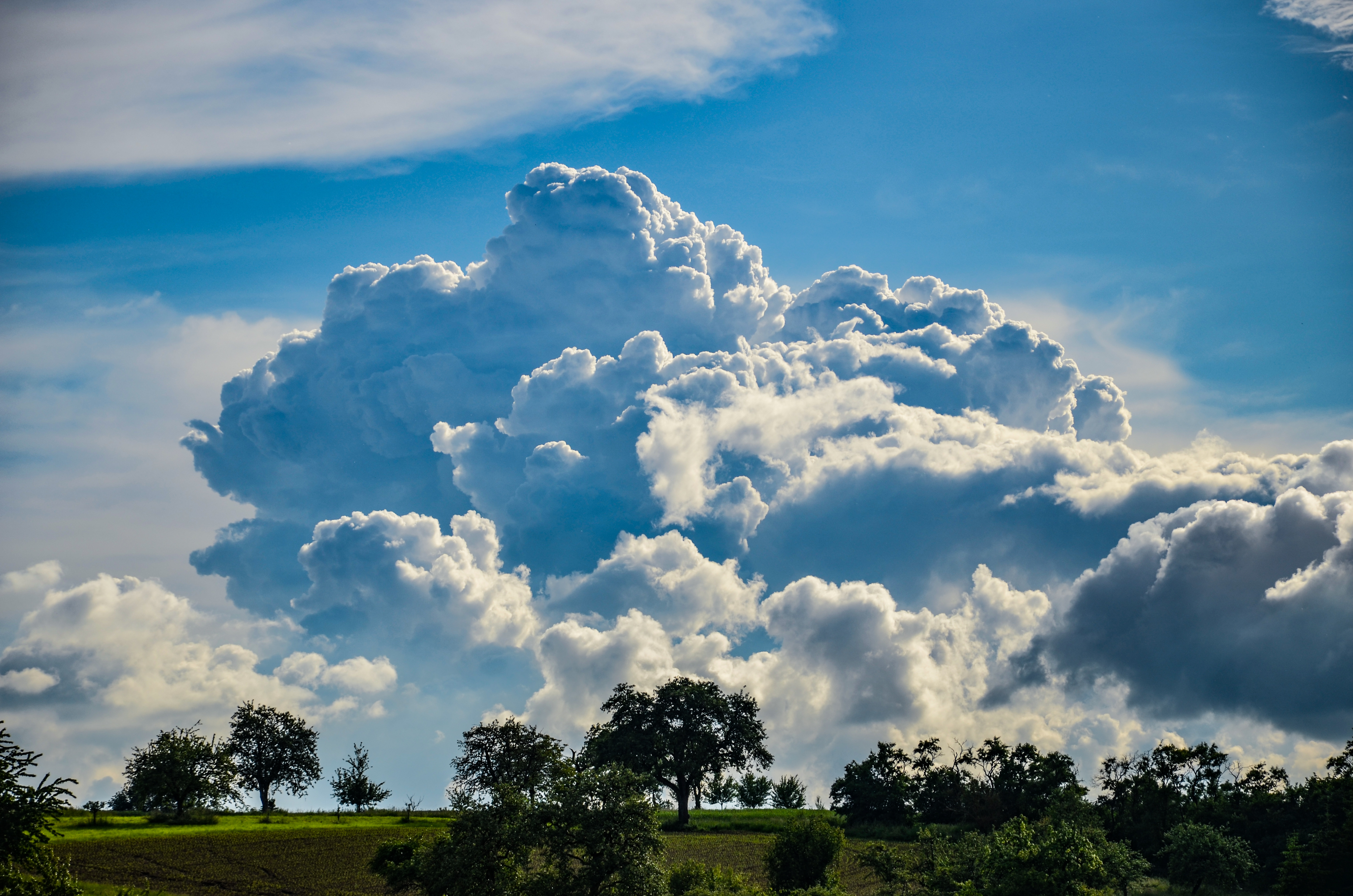
Cumulonimbus-Wolke über dem Landkreis Heilbronn
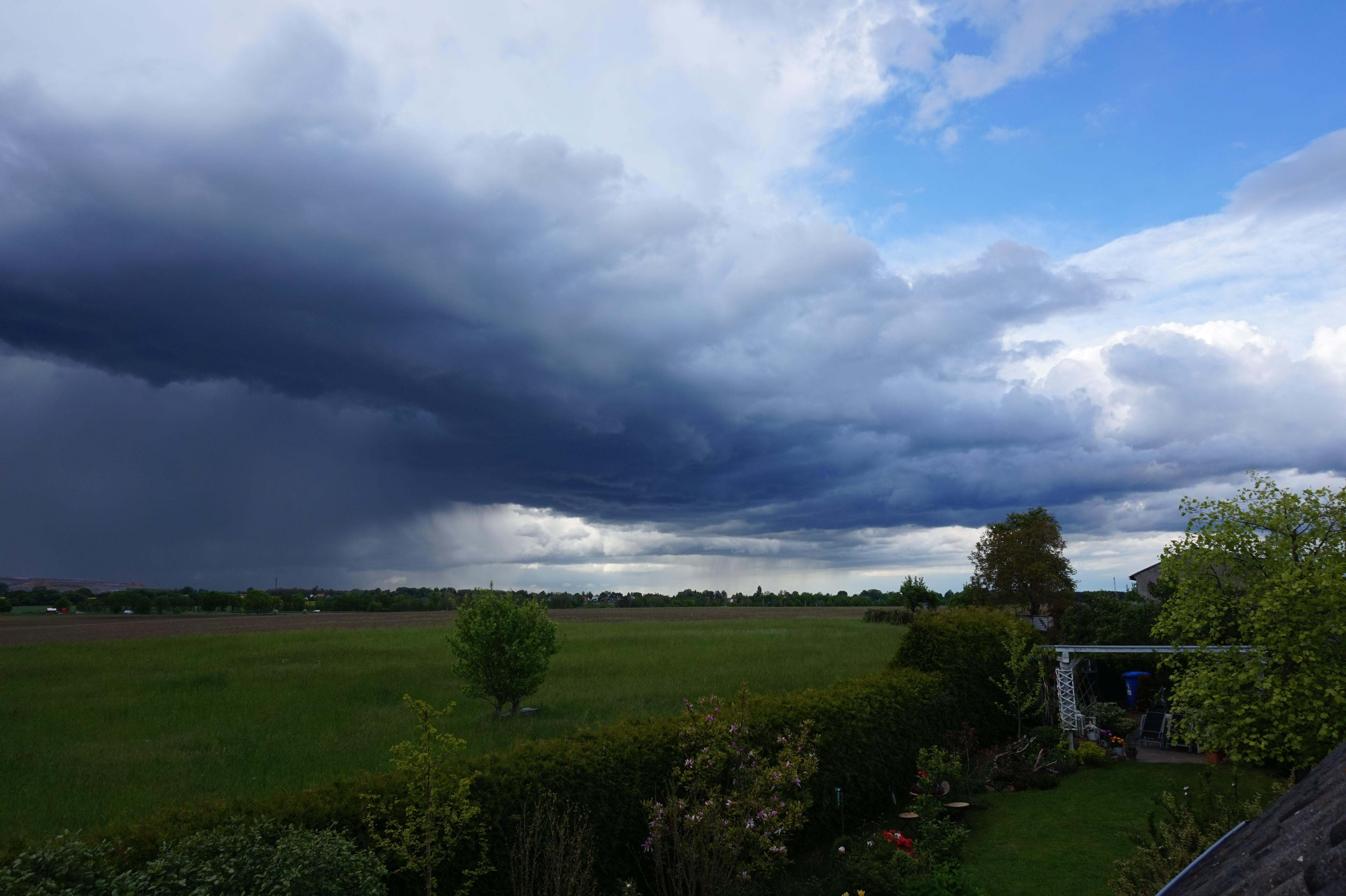
Cumulonimbus arcus über Panketal mit schöner Böenfront und Starkniederschlag beim linken Bildrand